# 日本女子プロゴルフ協会
一般社団法人日本女子プロゴルフ協会（にほんじょしプロゴルフきょうかい）は、日本の女子プロゴルフの統括をする団体。
英字略称は公式にはJLPGAだが、2019年度までの英字略称はLPGAだった。同じ略称の全米女子プロゴルフ協会と区別するために、メディアでは「日本」（Japan）を意味する「J」を頭につけてJLPGAと表記することもあった。

## 概要
1961年4月に開催された「日本女子ゴルフ同好会競技大会」がきっかけで、中村寅吉らの企画で行われた。後に1967年に日本プロゴルフ協会女子部として設立。翌1968年に日本女子プロゴルフ選手権大会が天城カントリー倶楽部にて開催され、同年12月にはTBS女子オープンがTBS越谷ゴルフ倶楽部にて開催され、後の日本女子オープンへと成長した。1974年に日本プロゴルフ協会から独立、初代会長に中村寅吉が就任した。1987年に社団法人化し（文部科学省所管）、1988年にツアー制度を導入した。
組織運営は会員の投票による選挙で選ばれた理事（2013年2月より8名）によって行われる。任期は3年で、「就任時に満65歳未満」という定年制がある。ただし後述する一般社団法人への移行の関係で、2010年12月に行われた理事改選では任期は2年とされた。ツアープロとして活躍した選手が理事に就任することも多いが、理事となった者のJLPGA主催トーナメント出場は認められていないため、「理事就任」すなわち「事実上の現役引退」となる。
会長以下の役員は選挙で選ばれた理事による互選にて選ばれる。会長は1997年より樋口久子が務めてきたが、定年制のため2011年1月末の任期切れにより退任し、後任に小林浩美が就任した。
2013年1月に一般社団法人へ移行。これに伴い理事定数が従来の15人から8人にほぼ半減した。
2015年2月18日、メルセデス・ベンツ日本とオフィシャルパートナーの契約を新たに3年間更新すると発表。このことに伴い、今季からメルセデス・ランキング
による。
メルセデスランキング1位の選手には、年間最優秀選手賞(MVP)を授与する。2022年度よりシード権付与基準が賞金ランキングからメルセデス・ランキングに変更される。

## JLPGAツアー
1985年は49戦で約12億円だった賞金総額が、1992年には50戦で約23億3000万円になった。有名外国人選手を呼ぶための出場料も急増した。バブル崩壊もあり、1991年から1992年にかけて9大会で冠名が変更、1993年に向けて2大会の冠名変更、2大会が中止となった。また当時国内女子で最高の賞金総額であったミズノクラシック→ジャパンクラシックのスポンサーからマツダが撤退したことは、関係者に衝撃を与えた。
2023年度のトーナメントについては、前年同様に公式戦4試合及びアメリカ女子プロゴルフツアー公認大会1試合を含めた全38試合を開催する。全38試合の賞金総額は前年から4,786万円加増となって44億9,000万円となり過去最高となる。また大会主催者の交代により名称が変更される試合が2試合あるが、大会協賛企業が継続されるために新規大会でなく継続大会扱いとなり施行回数も引き継ぐ形となる。
また、変更点としては、
1. 「明治安田生命レディス ヨコハマタイヤゴルフトーナメント」を4日間大会とする。
2. 「ほけんの窓口レディース」を「RKB×三井松島レディス」に、「ニッポンハムレディスクラシック」を「ミネベアミツミ レディス 北海道新聞カップ」に名称をそれぞれ変更する。
3. 「リシャール・ミル ヨネックスレディスゴルフトーナメント」の開催地をこれまでの新潟県長岡市（ヨネックスカントリークラブ）から静岡県朝霧高原（朝霧ジャンボリーゴルフクラブ）へ移動する。

の3点となる。

## シード権
- シーズン年間メルセデスランキング50位迄の者、翌シーズン
- 『公式戦優勝：3年、メルセデスランキング1位：4年、上記の条件複数該当者：最大5年』。(獲得したシーズンの翌シーズンより使用可で未使用の場合10年据置き出来る。)

### 永久シード獲得者
レギュラーツアー30勝以上（参照：通算優勝回数）の選手に与えられる。
- 樋口久子
- 大迫たつ子
- 涂阿玉
- 岡本綾子
- 森口祐子
- 不動裕理

## 2025年JLPGAツアー 日程・優勝者
各試合の優勝者は下記の通り。（◎は公式戦、○は4日間競技、¥はJGA日本ゴルフ協会主催、$はJLPGAとLPGA全米女子プロゴルフ協会の共催。△はプレーオフ、☆はツアー初優勝、(a)はアマチュア優勝者）
| 大会冠名                                               | 開催ゴルフ会場                         | 優勝者名（開催日前は昨年度） | シーズン優勝回数 |
| ------------------------------------------------------ | -------------------------------------- | ---------------------------- | ---------------- |
| ○ダイキンオーキッドレディスゴルフトーナメント          | 沖縄・琉球GC                           | 岩井千怜                     | 1回              |
| Vポイント×SMBCゴルフトーナメント                       | 千葉・紫CCすみれC                      | 吉田優利                     | 1回              |
| アクサレディスゴルフトーナメント in MIYAZAKI           | 宮崎・UMKカントリーC                   | 工藤遥加☆                    | 1回              |
| ○ヤマハレディースオープン葛城                          | 静岡・葛城GC山名                       | 穴井詩△                      | 1回              |
| 富士フイルム・スタジオアリス女子オープン               | 埼玉・石坂GC                           | 安田祐香△                    | 1回              |
| KKT杯バンテリンレディスオープン                        | 熊本・熊本空港CC                       | 佐久間朱莉☆                  | 1回              |
| フジサンケイレディスクラシック                         | 静岡・川奈ホテルGC富士                 | 中止。                       |                  |
| パナソニックオープンレディースゴルフトーナメント       | 千葉・浜野GC                           | 菅沼菜々                     | 1回              |
| ◎○ワールドレディスチャンピオンシップ サロンパスカップ  | 茨城・茨城GC東                         | 申ジエ△                      | 1回              |
| Sky RKBレディスクラシック                              | 福岡・福岡雷山GC                       | 神谷そら                     | 1回              |
| ○ブリヂストンレディスオープン                          | 愛知・中京GC石野C                      | 佐久間朱莉                   | 2回              |
| ○リゾートトラストレディス                              | 徳島・グランディ鳴門GC36               | 稲垣那奈子☆                  | 1回              |
| ヨネックスレディスゴルフトーナメント                   | 新潟・ヨネックスカントリークラブ       | 高野愛姫☆                    | 1回              |
| ○宮里藍 サントリーレディスオープンゴルフトーナメント   | 兵庫・六甲国際GC                       | 高橋彩華                     | 1回              |
| ニチレイレディス                                       | 千葉・袖ヶ浦CC新袖                     | 入谷響☆                      | 1回              |
| ○アース・モンダミンカップ                              | 千葉・カメリアヒルズカントリークラブ   | 佐久間朱莉                   | 3回              |
| ○資生堂・JAL レディスオープン                          | 神奈川・戸塚CC                         | 永峰咲希△                    | 1回              |
| ○ミネベアミツミ レディス 北海道新聞カップ              | 北海道・真駒内CC空沼コース             | 内田ことこ☆                  | 1回              |
| ○明治安田レディスゴルフトーナメント                    | 宮城・仙台クラシックGC                 | 小祝さくら                   | 1回              |
| ○大東建託・いい部屋ネットレディス                      | 福岡・ザ・クイーンズヒルGC             | 渡邉彩香                     | 1回              |
| 北海道Meijiカップ                                      | 北海道・札幌国際CC島松コース           | 河本結                       | 1回              |
| NEC軽井沢72ゴルフトーナメント                          | 長野・軽井沢72北                       | 柏原明日架                   | 1回              |
| CATレディースゴルフトーナメント                        | 神奈川・大箱根CC                       | 川﨑春花                     | 3回              |
| ○ニトリレディスゴルフトーナメント                      | 北海道・北海道CC大沼C                  | 桑木志帆                     | 2回              |
| ゴルフ5レディスプロゴルフトーナメント                  | 千葉・ゴルフ5カントリー オークビレッヂ | 竹田麗央                     | 5回              |
| ◎○ソニー日本女子プロゴルフ選手権大会                   | 茨城・大洗GC                           | 竹田麗央                     | 6回              |
| 住友生命Vitalityレディス 東海クラシック                | 愛知・新南愛知CC美浜C                  | 岩井明愛                     | 3回              |
| ミヤギテレビ杯ダンロップ女子オープンゴルフトーナメント | 宮城・利府GC                           | 安田祐香☆                    | 1回              |
| ◎○¥日本女子オープンゴルフ選手権競技                    | 兵庫・チェリーヒルズGC                 | 竹田麗央                     | 7回              |
| スタンレーレディスホンダゴルフトーナメント             | 静岡・東名CC                           | 佐藤心結☆                    | 1回              |
| 富士通レディース                                       | 千葉・東急セブンハンドレッドC          | 山下美夢有△                  | 1回              |
| ○NOBUTA GROUP マスターズGCレディース                   | 兵庫・マスターズGC                     | イ・ミニョン                 | 1回              |
| 樋口久子 三菱電機レディスゴルフトーナメント            | 埼玉・武蔵丘GC                         | 岩井千怜                     | 3回              |
| ○$TOTOジャパンクラシック                               | 滋賀・瀬田ゴルフコース・北コース       | 竹田麗央△                    | 8回              |
| 伊藤園レディスゴルフトーナメント                       | 千葉・グレートアイランドC              | 山内日菜子                   | 1回              |
| ○大王製紙エリエールレディスオープン                    | 愛媛・エリエールGC松山                 | 山下美夢有                   | 2回              |
| ◎○JLPGAツアーチャンピオンシップ・リコーカップ          | 宮崎・宮崎CC                           | 桑木志帆                     | 3回              |

### 以前開催されていた大会
- 広島女子オープンゴルフ（1973年 - 1996年）
- カトキチクイーンズゴルフトーナメント（1994年 - 2007年）
- 近未來通信クイーンズオープンゴルフトーナメント（2006年）
- ベルーナレディースカップゴルフトーナメント（2001年 - 2008年）
- アコーディア・ゴルフレディス（2006年 - 2008年）
- フィランソロピー・LPGAプレイヤーズ・チャンピオンシップ（2006年 - 2008年）
- 廣済堂レディスゴルフカップ（1982年 - 2009年）
- プロミスレディスゴルフトーナメント（2002年 - 2009年）
- SANKYOレディースオープン（2000年 - 2011年）
- 日医工女子オープンゴルフトーナメント（2010年 - 2014年） ※2015年以降は同大会名でステップ・アップ・ツアーとして施行
- サイバーエージェントレディスゴルフトーナメント[注釈 2]（2005年 - 2018年）
- センチュリー21レディスゴルフトーナメント（2014年 - 2019年）[46]
- GMOインターネット・レディース サマンサタバサグローバルカップ[注釈 3]（2012年 - 2021年）
- 楽天スーパーレディース（2021年 - 2023年）

## メルセデス・ランキング
JLPGAツアーの各競技及びUSLPGAメジャー競技での順位をポイントに換算し、年間を通じての総合的な活躍度を評価するランキングであり、シード権付与基準となるランキング。
各年度週番号第46週に開催されるJLPGAツアーの競技終了時点及び各年度JLPGAツアー終了時点の上位50位までの者には、翌年度のJLPGAツアーのシード権が付与される。
各年度週番号第46週に開催されるJLPGAツアーの競技終了時点の51位～55位の者には、翌年度のJLPGAツアーの第1回目のリランキングまでの出場資格が付与される。

### JLPGAメルセデス最優秀選手賞
各年度JLPGAツアー終了時点でメルセデス・ランキング1位の者には、JLPGAツアーの4年間のシード権が付与され、JLPGA Mercedes-Benz Player of the Year（年間最優秀選手賞）が贈られる。
| 年度 | 氏名           | Point | 備考                              |
| ---- | -------------- | ----- | --------------------------------- |
| 2012 | 全美貞         | 571.5 |                                   |
| 2013 | 横峯さくら     | 556.5 |                                   |
| 2014 | アン・ソンジュ | 549.5 |                                   |
| 2015 | イ・ボミ       | 799.5 |                                   |
| 2016 | イ・ボミ       | 623.0 | 2年連続2回目、この年からJLPGA表彰 |
| 2017 | 鈴木愛         | 500.5 |                                   |
| 2018 | 申智愛         | 598.5 |                                   |
| 2019 | 渋野日向子     | 555.5 |                                   |

| 年度    | 氏名       | Point    | 備考                                                                       |
| ------- | ---------- | -------- | -------------------------------------------------------------------------- |
| 2020-21 | 古江彩佳   | 3,845.16 | この年からポイント改定。                                                   |
| 2022    | 山下美夢有 | 3,441.28 | この年からシード権付与基準が賞金ランキングからメルセデス・ランキングに変更 |
| 2023    | 山下美夢有 | 3,117.19 | 2年連続2回目                                                               |
| 2024    | 竹田麗央   | 3,744.30 | プロツアー初優勝シーズンでの8勝は史上最多                                  |

## 歴代賞金女王
日本プロゴルフ協会女子部（1974年から日本女子プロゴルフ協会）設立後の歴代賞金女王は以下の通りである。なおUSLPGAメジャー競技で獲得した賞金額は加算しない。
2022年より協会賞彰のみとなった。
| 年   | 氏名       | 賞金額（¥） |
| ---- | ---------- | ----------- |
| 1968 | 樋口久子   | 350,000     |
| 1969 | 樋口久子   | 500,000     |
| 1970 | 樋口久子   | 1,215,000   |
| 1971 | 樋口久子   | 2,290,000   |
| 1972 | 樋口久子   | 4,150,000   |
| 1973 | 樋口久子   | 12,627,000  |
| 1974 | 樋口久子   | 15,545,700  |
| 1975 | 樋口久子   | 8,428,233   |
| 1976 | 樋口久子   | 14,667,000  |
| 1977 | 大迫たつ子 | 14,481,500  |
| 1978 | 樋口久子   | 11,664,650  |
| 1979 | 樋口久子   | 18,399,345  |
| 1980 | 大迫たつ子 | 23,594,744  |
| 1981 | 岡本綾子   | 32,333,465  |
| 1982 | 涂阿玉     | 39,029,644  |
| 1983 | 涂阿玉     | 45,764,313  |
| 1984 | 涂阿玉     | 52,897,845  |
| 1985 | 涂阿玉     | 65,634,788  |
| 1986 | 涂阿玉     | 62,435,225  |
| 1987 | 大迫たつ子 | 56,763,481  |
| 1988 | 吉川なよ子 | 61,462,665  |
| 1989 | 涂阿玉     | 90,075,587  |
| 1990 | 高村博美   | 62,576,087  |
| 1991 | 涂阿玉     | 70,403,481  |
| 1992 | 塩谷育代   | 57,799,649  |
| 1993 | 平瀬真由美 | 81,474,399  |
| 1994 | 平瀬真由美 | 69,817,958  |
| 1995 | 塩谷育代   | 75,006,561  |
| 1996 | 福嶋晃子   | 70,596,190  |
| 1997 | 福嶋晃子   | 99,594,094  |
| 1998 | 服部道子   | 81,570,823  |
| 1999 | 村口史子   | 66,891,682  |
| 2000 | 不動裕理   | 120,443,924 |

| 年      | 氏名           | 賞金額（¥） | 出典   |
| ------- | -------------- | ----------- | ------ |
| 2001    | 不動裕理       | 89,248,793  |        |
| 2002    | 不動裕理       | 95,690,917  |        |
| 2003    | 不動裕理       | 149,325,679 |        |
| 2004    | 不動裕理       | 142,774,000 |        |
| 2005    | 不動裕理       | 122,460,908 |        |
| 2006    | 大山志保       | 166,290,957 |        |
| 2007    | 上田桃子       | 166,112,232 |        |
| 2008    | 古閑美保       | 120,854,137 |        |
| 2009    | 横峯さくら     | 175,016,384 |        |
| 2010    | アン・ソンジュ | 145,073,799 |        |
| 2011    | アン・ソンジュ | 127,926,893 |        |
| 2012    | 全美貞         | 132,380,915 |        |
| 2013    | 森田理香子     | 126,675,049 |        |
| 2014    | アン・ソンジュ | 153,075,741 | [ 50 ] |
| 2015    | イ・ボミ       | 230,497,057 | [ 51 ] |
| 2016    | イ・ボミ       | 175,869,764 | [ 52 ] |
| 2017    | 鈴木愛         | 140,122,631 | [ 54 ] |
| 2018    | アン・ソンジュ | 180,784,885 | [ 56 ] |
| 2019    | 鈴木愛         | 160,189,665 | [ 57 ] |
| 2020–21 | 稲見萌寧       | 255,192,049 | [ 58 ] |
| 2022    | 山下美夢有     | 235,020,967 | [ 59 ] |
| 2023    | 山下美夢有     | 213,554,215 | [ 60 ] |
| 2024    | 竹田麗央       | 265,730,016 | [ 61 ] |

### 賞金女王獲得回数
2023年まで、賞金女王のタイトルを複数回獲得した選手は以下の11人である。
- 11回：樋口久子
- 7回：涂阿玉
- 6回：不動裕理
- 4回：アン・ソンジュ
- 3回：大迫たつ子
- 2回：イ・ボミ、塩谷育代、鈴木愛、平瀬真由美、福嶋晃子、山下美夢有

## ステップ・アップ・ツアー
日本女子プロゴルフ協会のプロゴルファー登録選手のうち、新人を含むレギュラーツアーのシード権がない選手を対象として行われる下部ツアーである。
出場機会の少ない選手に試合経験を積ませることによる選手の育成とレベルアップ・スキルアップを目的としており、1991年から毎年10試合前後行われ、年々ごとに試合数が増え、2017年は21試合行われた。2016年までは各大会優勝者に当該大会の2週間後から行なわれるレギュラーツアー4試合の出場権利が与えられたが、2017年からは2018年以降に実施されるレギュラーツアーのリランキング導入の兼ね合いで廃止される。また、2004年からはレギュラーツアーとステップ・アップ・ツアーのそれぞれの競技に同じ主催者が入る場合、その主催者のステップ・アップ・ツアーでの上位3位までの入賞者については、日本女子プロゴルフ協会選考選手として同じ主催者によるレギュラーツアーの大会に出場資格を得られるようになった。

### 出場資格者
- 前年度のステップ・アップ・ツアー当該大会で優勝した選手
- 過去1年間以内のステップ・アップ・ツアーで優勝した選手
- プロテスト合格者（ただし、2015年以前合格の会員は2年間、2016年以降の合格の会員は1年間）
- 前年度のクオリファイングトーナメント上位選手
- その他主催・共催者推薦枠

ただし、レギュラーツアーとステップ・アップ・ツアーが同じ週に行われる場合、当該週のレギュラーツアー出場資格のある選手は除く。

### その他
一般ギャラリーの応援・観戦は大会ごとにより、有料大会、無料大会、一般立入禁止に分かれている。観戦が可能な大会である場合でも観戦エリアに制限が設けられている場合が多く、例えば特定ホールは観戦禁止である、カート沿いのみ観戦可能であるといった制限が敷かれている。

### オフィシャルスポンサー
- メルセデス・ベンツ日本
- 明治安田生命保険
- BIPROGY
- デサント

## ルーキーキャンプ
毎年9月、本協会主催で開催されるメジャー大会の日本女子プロゴルフ選手権大会・コニカミノルタ杯の期間中、その年の女子プロゴルフテスト、及びティーチングプロテスト（いわゆるレッスンプロ）A級資格試験の合格者、即ちプロとしてのデビューを果たした選手（プロテスト上位者は選手としての出場権が与えられ、そちらが優先される）を対象として、同大会の運営ボランティアスタッフに携わる研修「ルーキーキャンプ」が行われている。

## 放映権を巡っての協会と放送局・スポンサーとの軋轢
2018年に入り米国や欧州、韓国と同様に放映権を一括管理したいJLPGA側と大会を長年にわたり主催・放送してきた各テレビ局との交渉が難航。特に日本テレビ系列局からの反発が根強く、2018年12月18日に発表された2019年度のツアースケジュール発表の場では同系列局が主催する3試合が当初中止とされ、更に『ワールドレディスチャンピオンシップ』の共催から日本テレビが抜け、大会名も『LPGAウィメンズチャンピオンシップ』として開催コースも未定のまま発表される異常事態となった。
その後、選手や大会開催地から中止となった3大会について開催継続を求める声が相次ぎ、JLPGAも大会継続へ向け協議を続けた結果、2019年1月25日に中止となった3大会についても継続が正式に決定し、『LPGAウィメンズチャンピオンシップ』についても2018年までの『ワールドレディスチャンピオンシップ』の大会名で開催されることになった。
しかし、JLPGAの悲願である放映権一括管理については各テレビ局が異口同音に反対しており、特にTBSテレビ社長の佐々木卓は2019年2月27日に行った定例社長会見で「もし今後の協議に進展が見られない場合は2020年以降、女子プロゴルフ中継から撤退する可能性がある」ことを示唆しており、先行きは不透明である。また、JLPGAはネット配信についても2019年からの導入を予定していたが、その一方で、主催者に配慮する形でJLPGA公式サイトでのリアルタイム速報を最終日の試合途中から同日のテレビ放送終了まで、更新を停止し、テレビ中継での勝敗が放映される前に結果が分かってしまうこと（いわゆるネタバレ）を防ぐ試みも行われている。
2021年10月27日、JLPGAは同ツアーの大会主催者との間で放映権を同協会に帰属することで合意したと発表した。2022年のJLPGAツアーの放映権料については無料としているが、2023年以降の放映権料は未定としている。なお、これと前後して、2021年10月8日に開幕したスタンレーレディスゴルフトーナメントからアメリカのディスカバリーグループのゴルフ専門動画配信サービス「GOLFTV」にて一括配信を行うことを発表している。
しかし、有料配信については一部スポンサーからの反発もあり、GMOインターネット・レディース サマンサタバサグローバルカップの主催者でGMOインターネットグループ代表の熊谷正寿は「『有料』のインターネット放送のために、数億円もの主催者コストを負担できない」として、有料配信しか認めない場合は大会スポンサーから降板することを示唆し、その後2022年の大会主催から降りる事態になっている。
2022年3月4日、JLPGAは2022シーズンに行われるツアーのうち、日本ゴルフ協会が主催している日本女子オープンゴルフ選手権競技並びに全米女子プロゴルフ協会（LPGA）が共催しているTOTOジャパンクラシックを除く36大会をGOLFTVとDAZNにて配信することを発表した。